# Radical 181
El radical 181, representado por el carácter Han 頁, es uno de los 214 radicales del diccionario de Kangxi. En mandarín estándar es llamado 頁部, (yè bù, ‘radical «página»’); en japonés es llamado 頁部, けつぶ (ketsubu), y en coreano 혈 (hyeol). En los textos occidentales es conocido como radical «hoja».
El radical 181 aparece siempre en el lado derecho de los caracteres que clasifica. Los caracteres clasificados bajo el radical «página» suelen tener significados relacionados con la cabeza o partes de ella. Como ejemplo de lo anterior están 項, ‘nuca’; 顔, ‘cara; 顎, ‘barbilla’.
En el sistema de simplificación de los caracteres chinos llevado a cabo en la República Popular China el radical «página» ha sido simplificado a la forma 页.

## Nombres populares
- Mandarín estándar:　頁字旁, yè zì páng, ‘carácter «página» en un lado’.
- Coreano: 머리혈부, meoli hyeol bu, ‘radical hyeol-cabeza’.
- Japonés:　大貝（おおがい）, ōgai, ‘concha grande’ (por la similitud con el radical «concha»).
- En occidente: radical «hoja».

## Galería
| Estilos antiguos                                 | Estilos antiguos                  | Estilos antiguos                        | Estilos antiguos                   | Estilos antiguos                   | Estilos empleados actualmente       | Estilos empleados actualmente  | Estilos empleados actualmente    | Estilos empleados actualmente   | Estilos empleados actualmente  |
|                                                  |                                   |                                         |                                    |                                    |                                     | 頁                             | 页                               |                                 |                                |
| 甲骨文 jiǎgǔwén (escritura de huesos oraculares) | 金文 jīnwén (escritura de bronce) | 简帛 jiǎnbó (escritura de bambú y seda) | 篆文 zhuànwén (escritura de sello) | 篆文 zhuànwén (escritura de sello) | 隸書 lìshū (estilo de los escribas) | 楷書 kǎishū (estilo regular)   | 楷書 kǎishū (estilo regular)     | 行書 xǐngshū (estilo corriente) | 草書 cǎoshū (estilo de hierba) |
| 甲骨文 jiǎgǔwén (escritura de huesos oraculares) | 金文 jīnwén (escritura de bronce) | 简帛 jiǎnbó (escritura de bambú y seda) | 大篆 dàzhuàn (sello grande)        | 小篆 xiǎozhuàn (sello pequeño)     | 隸書 lìshū (estilo de los escribas) | 繁體／繁体 fántǐ (tradicional) | 简体／簡體 jiǎntǐ (simplificado) | 行書 xǐngshū (estilo corriente) | 草書 cǎoshū (estilo de hierba) |

## Caracteres con el radical 181
| trazos | carácter                                                                            | simplificación             |
| ------ | ----------------------------------------------------------------------------------- | -------------------------- |
| + 0    | 頁                                                                                  | 页                         |
| + 2    | 頂 頃 頄                                                                            | 顶 顷                      |
| + 3    | 䪱 䪲 項 順 頇 須 頉                                                                | 顸 项 顺 须                |
| + 4    | 䪳 䪴 䪵 頊 頋 頌 頍 頎 頏 預 頑 頒 頓 頙                                           | 顼 顽 顾 顿 颀 颁 颂 颃 预 |
| + 5    | 䪶 䪷 䪸 䪹 䪺 䪻 䪼 䪽 䪾 頔 頕 頖 頗 領 頚 領                                     | 颅 领 颇 颈                |
| + 6    | 䪿 䫀 䫁 䫂 頛 頜 頝 頞 頟 頠 頡 頢 頣 頦 頧 頨 頩 頪 頫 頬                         | 颉 颊 颋 颌 颍 颎 颏       |
| + 7    | 䫃 䫄 䫅 䫆 䫇 䫈 䫉 䫊 頤 頥 頭 頮 頯 頰 頱 頲 頳 頴 頵 頶 頷 頸 頹 頺 頻 頼 頽 頻 | 颐 频 颒 颓 颔 颕 颖       |
| + 8    | 䫋 䫌 䫍 䫎 䫏 䫐 䫑 䫒 䫓 頿 顀 顁 顂 顃 顄 顅 顆 顇 顈 顉 顊                      | 颗                         |
| + 9    | 䫔 䫕 䫖 䫗 䫘 䫙 䫚 䫛 䫜 䫝 頾 顋 題 額 顎 顏 顐 顑 顒 顓 顔 顕                   | 题 颙 颚 颛 颜 额          |
| + 10   | 䫞 䫟 䫠 䫡 䫢 䫣 䫤 䫥 䫦 䫧 顖 顗 願 顙 顚 顛 顜 顝 類 類                         | 颞 颟 颠 颡                |
| + 11   | 䫨 䫩 䫪 䫫 顟 顠 顡 顢 顣                                                          |                            |
| + 12   | 䫬 䫭 䫮 䫯 䫰 䫱 顤 顥 顦 顧 顨                                                    | 颢 颣                      |
| + 13   | 䫲 䫳 䫴 顩 顪 顫                                                                   | 颤                         |
| + 14   | 顬 顭 顮 顯                                                                         | 颥                         |
| + 15   | 䫵 䫶 顰 颦                                                                         |                            |
| + 16   | 䫷 顱 顲                                                                            |                            |
| + 17   |                                                                                     | 颧                         |
| + 18   | 顳 顴                                                                               |                            |